# 48 Dywizjon Artylerii Rakietowej
48 Dywizjon Artylerii Rakietowej (48 dar) – pododdział artylerii rakietowej Wojska Polskiego.

## Formowanie i zmiany organizacyjne
Dywizjon został sformowany w okresie od lipca 1970 roku do września 1971 roku, w garnizonie Malbork, w składzie 16 Dywizji Pancernej. Na uzbrojeniu jednostki znajdowały się wyrzutnie rakiet BM-13 na podwoziu samochodów ZiS-151. W skład dywizjonu wchodziły wówczas dwie baterie po pięć wyrzutni oraz cztery plutony: dowodzenia, łączności, remontowy i zaopatrzenia. W 1974 roku dywizjon został przezbrojony w wyrzutnie rakiet BM-14, a w 1975 roku w wyrzutnie rakiet BM-21 Grad.
12 grudnia 1972 roku gen. dyw. Wojciech Barański wręczył dowódcy dywizjonu sztandar ufundowany przez społeczeństwo Malborka.
W 1990 roku dywizjon został rozformowany. Sprzęt przekazany został do 16 pułku artylerii z Braniewa.

## Struktura organizacyjna
- Dowództwo i sztab
- pluton dowodzenia

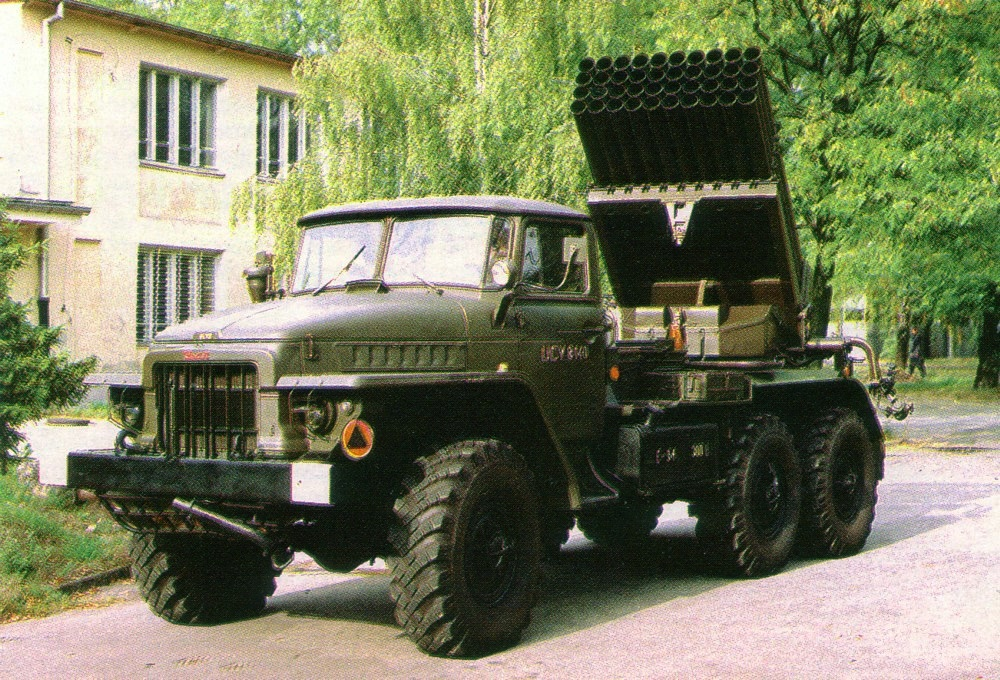
Wyrzutnia BM-21 w położeniu bojowym

- trzy baterie po dwa plutony ogniowe, w każdym dwie wyrzutnie
- pluton remontowy
- pluton zaopatrzenia,
- pluton medyczny

Razem w dar 12 wyrzutni BM-21

## Dowódcy dywizjonu
- ppłk Zdzisław Czchowski
- ppłk Zygmunt Kraszewski
- mjr Ryszard Strzelec
- ppłk Czesław Nawrot